# Lašče (Borovnica)
Lašče (Duits: Laschitz) is een plaats in Slovenië en maakt deel uit van de gemeente Borovnica in de NUTS-3-regio Osrednjeslovenska.

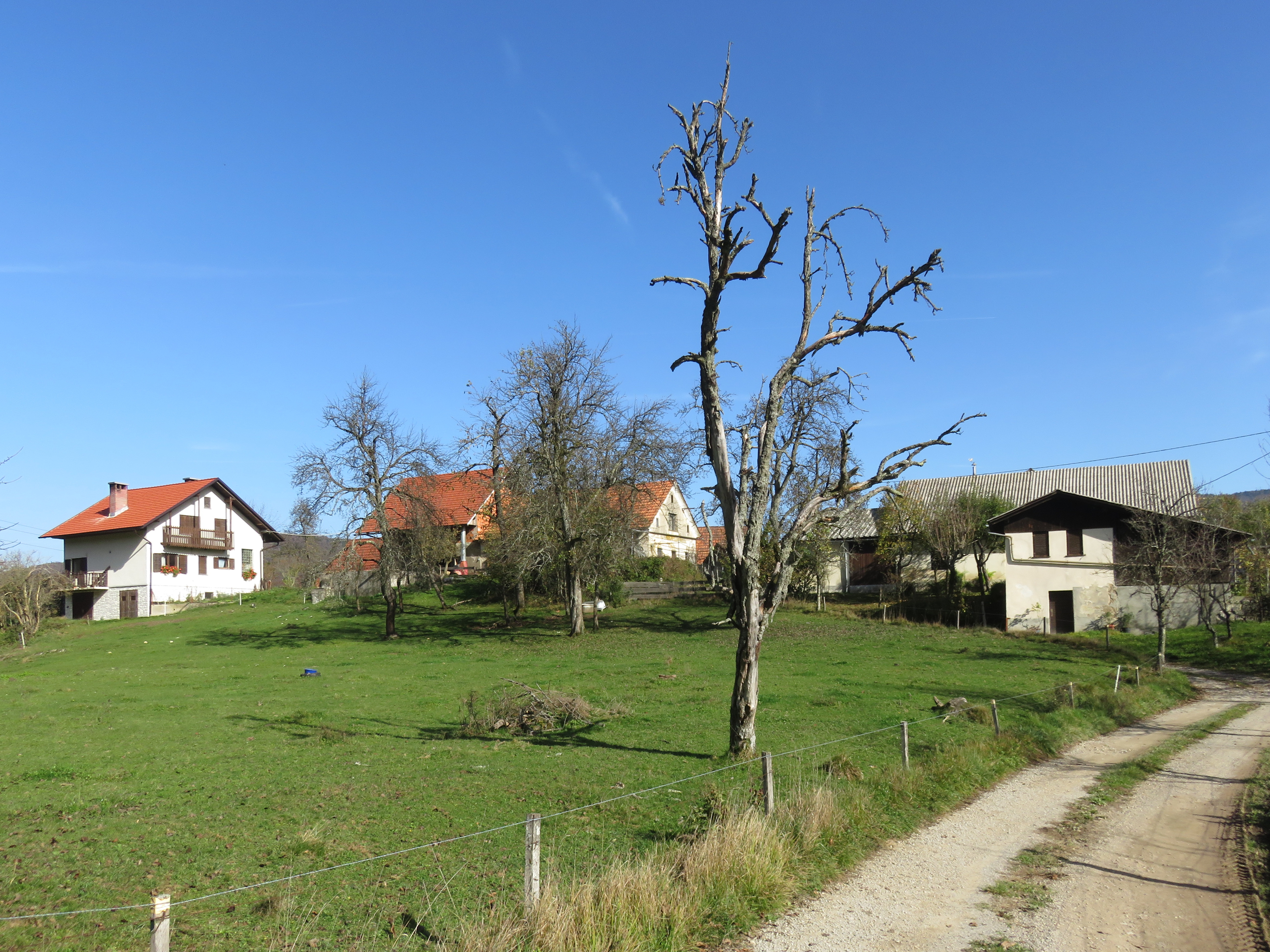
Dorpsaanzicht